# Nielestno
Nielestno est une localité polonaise de la gmina de Wleń, située dans le powiat de Lwówek Śląski en voïvodie de Basse-Silésie.